# 伊恩多夫
伊恩多夫是德国巴登-符腾堡州的一个市镇。总面积14.55平方公里，总人口766人，其中男性364人，女性402人（2011年12月31日），人口密度53人/平方公里。